# Округ Вентура
Округ Вентура (енгл. Ventura County) округ је у савезној држави Калифорнија, САД. Формиран је 1873. од дела територије Округа Санта Барбара. Округ је добио име по Светом Бонавентури. Седиште округа је Вентура, док је највећи град Окснард. Површина округа је 5.719,2 km², од чега је 4.779,3 km² (83,57%) копно, а 939,9 km² (16,43%) вода. Округ Вентура граничи се са Округом Керн на северу, Округом Лос Анђелес на истоку, и Округом Санта Барбара на западу.
Према попису из 2010, округ је имао 823.318 становника.

## Највећи градови
| Град         | Бр. становника (2010) |  |
| ------------ | --------------------- |  |
| Окснард      | 197.899               |  |
| Таузанд Оукс | 126.683               |  |
| Сими Вали    | 124.237               |  |
| Вентура      | 106.433               |  |
| Камарило     | 65.201                |  |